# Indiana Jones and His Desktop Adventures
Indiana Jones and His Desktop Adventures — приключенческая видеоигра, выпущенная в 1996 году компанией LucasArts. Особенностью игры была работа в оконном режиме, при этом окно игры перекрывало незначительную часть рабочего стола, позволяя одновременно следить за работой других приложений. Игра стала первой в серии игр с подобным интерфейсом, следующей в 1997 году была выпущена Star Wars: Yoda Stories.

## Сюжет
Действие разворачивается в середине 1930-х годов в Центральной Америке и рассказывает о приключениях археолога Индианы Джонса. При начале новой игры случайным образом генерируются сюжетная линия, набор предметов и неигровых персонажей. Выбор сюжета осуществляется из нескольких заранее предопределённых линий.

## Игровой процесс
Вид на игровое поле — сверху спереди. Игроком управляет Индианой Джонсом, который может перемещаться в горизонтальном, вертикальном или диагональном направлениях с помощью клавиатурных кнопок (в том числе на кейпаде) или мыши. Атака возможна только по горизонтали или по вертикали. Мышь также используется для других действий, таких как выбор и использование имеющихся предметов, использование оружия. Игра имеет ограниченное звуковое оформление, речь отсутствует. Для диалогов используются графические элементы — текстовые пузыри. У игры открытый конец: после выполнения главного квеста игрок может продолжать исследовать игровое пространство.

## Оценки
В своём обзоре GameSpot указал на низкое качество графики и звука, но признал игру подходящей, чтобы заполнить свободное время. Журнал Billboard отметил случайную генерацию сюжетной линии и определил целевую аудиторию игры как «играющих на ходу».
Чарльз Ардай из Computer Gaming World поставил игре одну звезду из пяти. Он посчитал, что создание проекта было плохой идеей, использующей в примитивном виде механику ролевой приключенческой игры со случайной генерацией сюжета и раскрученное имя персонажа. Ардай раскритиковал рекламу проекта, утверждавшую, что в игре заключены миллиарды вариантов, однако на деле, по его мнению, нет смысла проходить квест даже один или два раза, и единственное, что имеет ценность — заставка с Харрисоном Фордом в образе Индианы Джонса, однако и она заимствована из «Храма судьбы». Обозреватель также отметил чересчур упрощённый игровой процесс, сырой звук и нелепые этнические стереотипы.
В противоположность, Роб Трайб из журнала PC Zone выставил игре оценку 8 из 10 и назвал её «очень, очень увлекательной», но в качестве недостатка указал, что атаковать можно лишь в вертикальном и горизонтальном направлениях. Враги при этом способны наносить урон, находясь по диагонали от игрока.